# Zamarramala
Zamarramala es una localidad perteneciente al municipio de Segovia, comunidad autónoma de Castilla y León, España.
Destaca el mirador desde el que puede ser vista Segovia. En el pasado, contaba con ayuntamiento propio, pero pasó a formar parte del municipio segoviano el 17 de septiembre de 1971.

## Geografía

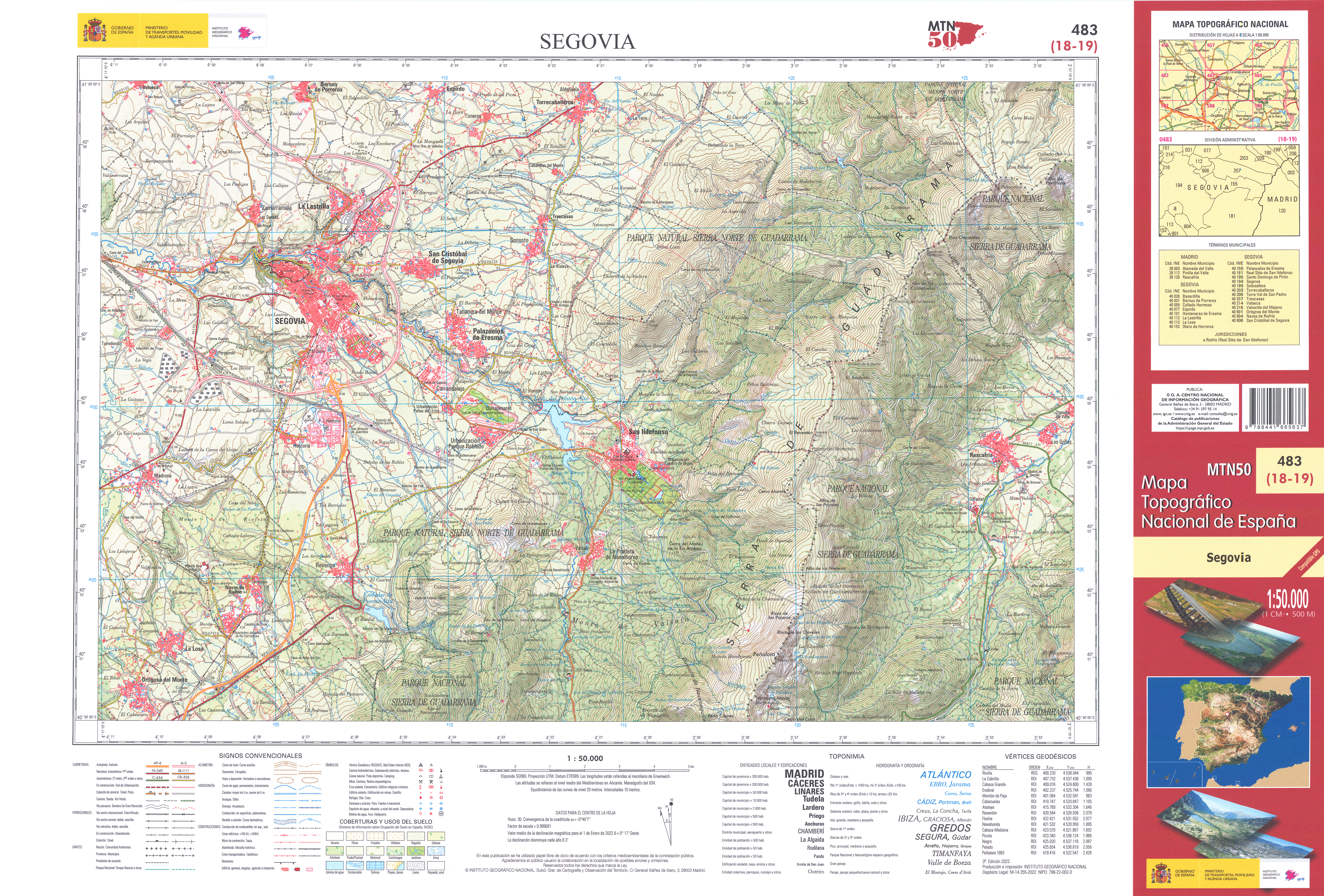
Fragmento de la hoja 483 del Mapa Topográfico Nacional de España de 2022 en el que se representa la localidad de Zamarramala

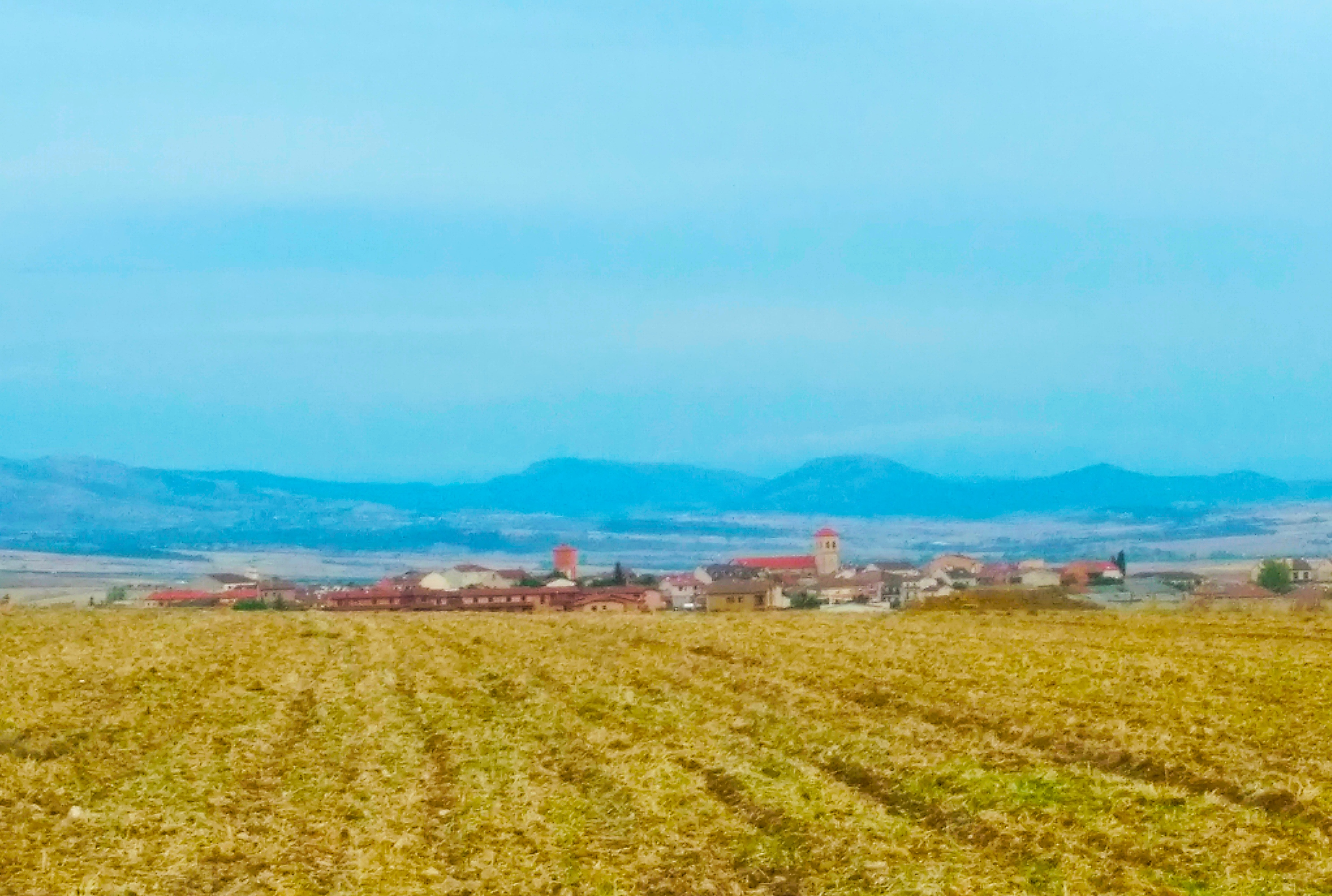
Zamarramala desde la A-601

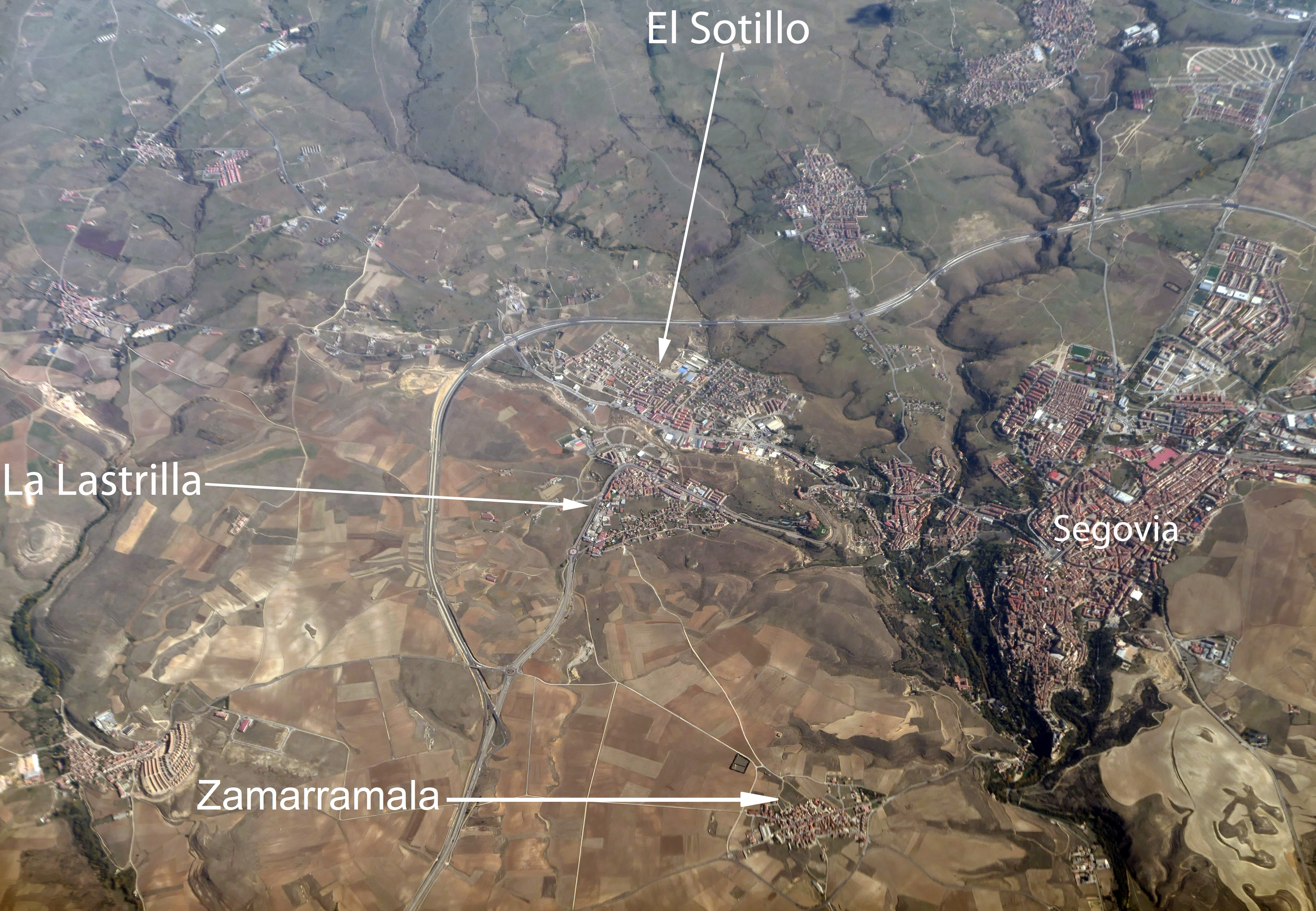
Vista aérea de la zona en la que se ubica Zamarramala

Por la localidad trascurre el Camino de San Frutos, en la primera etapa de su itinerario principal. Además del Camino de Santiago de Madrid.

## Geografía humana

### Demografía
| Gráfica de evolución demográfica de Zamarramala entre 1842 y 1970 |
| |
| Población de derecho según los censos de población del INE Población de hecho según los censos de población del INEEntre el censo de 1981 y el anterior, este municipio desaparece porque se integra en el municipio 40194 (Segovia) |

| 451           | 677 | 679 | 538 | 616 | 546 | 536 | 561 | 496 | 530 | 611 | 722 | 728 | 567 | 327 | 352 | 359 | 388 | 479 | 495 | 516 | 560 | 541 | 534 | 560 | 587 | 577 |
| (Fuente: INE) |     |     |     |     |     |     |     |     |     |     |     |     |     |     |     |     |     |     |     |     |     |     |     |     |     |     |

## Cultura

### Patrimonio
- Iglesia de la Vera Cruz, a medio camino entre Zamaramala y el barrio segoviano de San Marcos;
- Iglesia parroquial de Santa María Magdalena;
- Ermita de San Roque.

### Fiesta de las Águedas

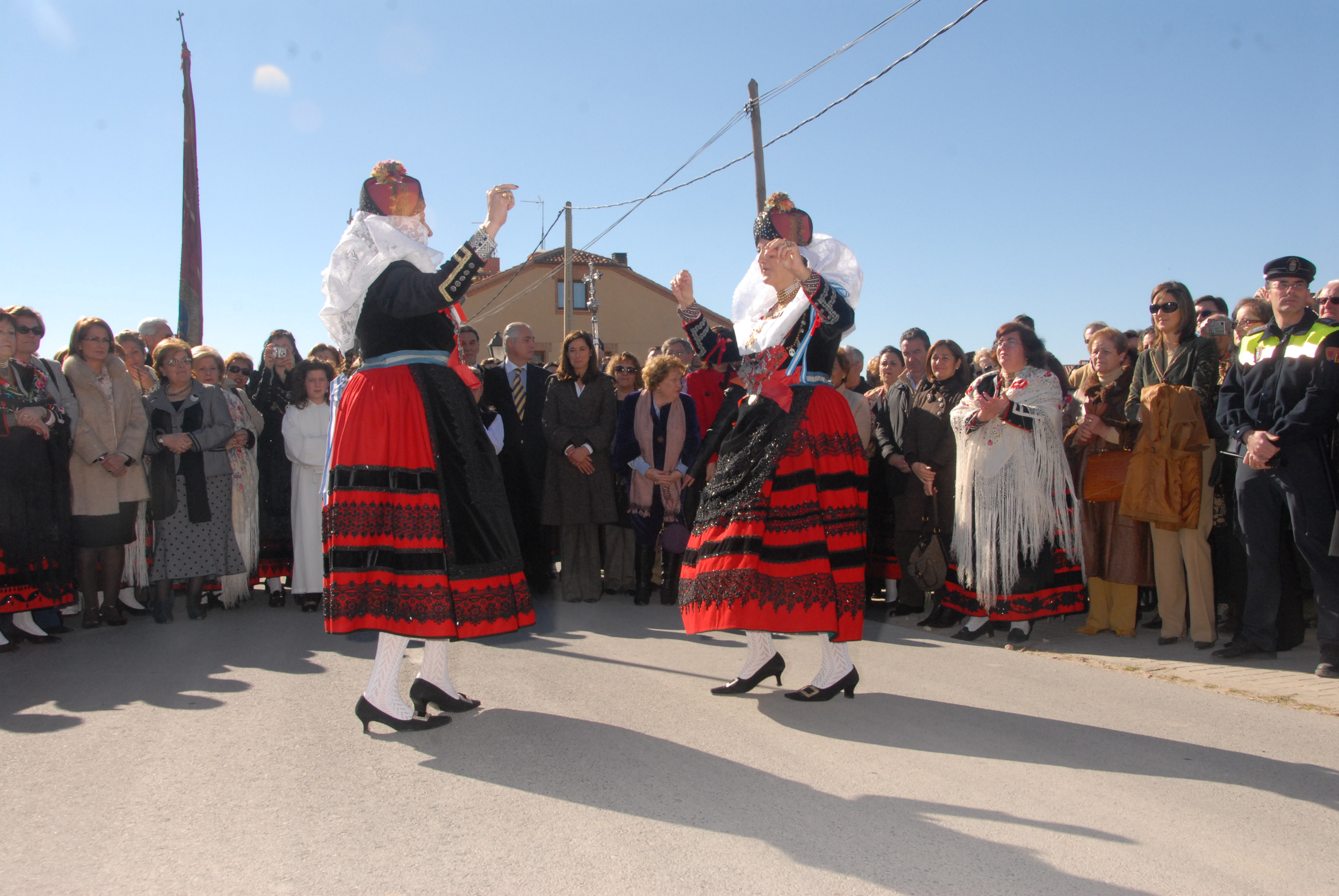
Baile de las Alcaldesas

Es conocida esta localidad por la fiesta de Las Águedas (5 de febrero), una de las más antiguas de España, de la que se tiene constancia desde 1227, y en la que se recuerda el valor de las mujeres zamarriegas que según la leyenda habrían ayudado a reconquistar el alcázar de Segovia, tomado por los sarracenos. En esta Fiesta se elige a dos "alcaldesas" que gobiernan el pueblo durante dos días. La participación es mayoritariamente femenina.
Desarrollo de la Fiesta
Es una fiesta declarada de interés turístico nacional. Se celebra el domingo siguiente al 5 de febrero. Durante este día las mujeres son las que mandan en el pueblo, lo cual ocurre sólo una vez al año. Comienza la fiesta cuando el cura va a buscar a las Alcaldesas a su casa dando lugar a una pequeña procesión con bailes hasta la iglesia, donde irán a buscar a la Santa para pasearla por todo el pueblo. Durante esta gran procesión, las Águedas van bailando hasta la salida del pueblo, justo en frente del alcázar, y como las antiguas zamarriegas se ponen a bailar conmemorando el momento en el que llamaban la atención de los moros. Se vuelve a la iglesia, con música de los dulzaineros y el baile de las mujeres. Se da la misa y a continuación el pregonero anuncia los premios de «Matahombres de oro» y «Home bueno e leal». Como fin de la fiesta se quema un pelele, un muñeco de paja símbolo del hombre, que es ridiculizado con versos por una coplera del lugar. Se da paso, entonces, al pinchoteo de chorizos, cocido y vino, que se pueden adquirir en cualquiera de los puestos habilitados en la plaza junto a la iglesia.